# Esperanza (álbum)
Esperanza é o segundo álbum da banda de rock instrumental Brasil Papaya.
O álbum, lançado em 2006 com o selo Trattore no formato Enhanced CD - mistura áudio e multimídia, com 3 vídeos, comentários sobre as músicas e discografia da banda - chegou a ser indicado pela revista Roadie Crew como um dos melhores lançamentos (geral) do ano de 2006, e ganhou destaque numa entrevista de 5 páginas na Guitar Player (edição n.130 de fevereiro de 2007)

## Faixas
1. "For All"
2. "Pé na Tábua"
3. "Libertango" (Astor Piazzolla)
4. "Noyé"
5. "Punkbone Fighter"
6. "The Cowboy" (Arnaldo Dias Baptista)
7. "Esperanza"
8. "Kichute" (ao vivo)

## Créditos musicais
- Eduardo Pimentel: Guitarras, Violões, Cavaquinho, Pandeiro e Derbak
- Renato Pimentel: Guitarras e Violões
- Adriano “Baga” Rotini: Baixos
- Alex Paulista: Bateria e Timbales
- Marcos “Gaitero” Tottene: Gaita Ponto em Libertango
- Rolando “Patrulha” Castello Júnior: Bateria em The Cowboy

## ligações externas
- allmusic.com/